# Alexandre-Louis de Culant
Alexandre-Louis, comte de Culant (né le 27 juillet 1733, en château d'Anqueville et mort le 15 septembre 1799, au château d'Anqueville), est un militaire et homme politique français.

## Biographie
Fils de Louis-François de Culant, lieutenant du roi à la Martinique, et de Claire-Louise-Charlotte de Besnard, il suit la carrière des armes. Capitaine au régiment de Beauvoisis en 1758, commandant de la compagnie des grenadiers à cheval à Vitry-le-François en 1771, il devient brigadier des armées du roi et chevalier de l'ordre de Saint-Louis.
Le 31 mars 1789, il est élu député de la noblesse aux États généraux par le bailliage d'Angoulême. Il prend place au côté droit. 

## Sources
- « Alexandre-Louis de Culant », dans Adolphe Robert et Gaston Cougny, Dictionnaire des parlementaires français, Edgar Bourloton, 1889-1891 [détail de l’édition]